# Club Balonmano Ciudad de Málaga
El Club Balonmano Ciudad de Málaga es un club de balonmano de la localidad de Málaga que fue fundado en 2016, que actualmente juega en la División de Honor Plata.

## Organigrama deportivo

### Jugadores
| Nº | Nombre                 | Edad | Posición          | Altura (m) |
| -- | ---------------------- | ---- | ----------------- | ---------- |
| 12 | Jorge Villamarín       | 41   | Portero           | 1.84       |
|    | Juani Villarreal       | 23   | Portero           | 2.04       |
| 8  | José Antonio Consuegra | 27   | Central           | 1.73       |
| 36 | Diego Pérez            | 20   | Central           | 1.83       |
|    | Matías Paya            | 23   | Central           | 1.76       |
| 13 | Luis Castro            | 28   | Lateral izquierdo | 1.87       |
| 18 | Adrián Portela         | 37   | Lateral izquierdo | 1.85       |
|    | Henrique Petter        | 26   | Lateral izquierdo | 1.93       |
|    | Igor Karlov            | 29   | Lateral izquierdo | 1.92       |
| 55 | Alberto Castro         | 28   | Lateral derecho   | 1.88       |
| 10 | Jesús Melgar           | 27   | Extremo izquierdo | 1.86       |
| 11 | Pablo Soler            | 20   | Extremo izquierdo |            |
|    | Manu Díaz              | 27   | Extremo derecho   | 1.83       |
|    | Jesús Arca             | 19   | Extremo derecho   | 1.90       |
| 7  | Juan Manuel Cabrera    | 30   | Pivote            | 1.88       |
|    | Javier García          | 33   | Pivote            | 1.93       |

### Traspasos
Traspasos para la temporada 2023–24
Altas
- Javier García (PI) desde ( BM Puente Genil)
- Manu Díaz (ED) desde ( BM Caserío Ciudad Real)
- Matías Paya (CE) desde ( CB Cantera Sur)
- Henrique Petter (LI) desde ( Atlético Valladolid)
- Igor Karlov (LI) desde ( BM Burgos)
- Juani Villarreal (PO) desde ( BM San José Obrero)
- Jesús Arca (ED) (Sube del filial)

Bajas
- Álvaro Pérez (PO) al ( Ademar de León)
- Daniel Palomeque (ED) al ( BM Nava)
- Guilherme Leonel (LI) al ( BM Burgos)
- Pedro Martins (PI) al ( BM Burgos)
- Pablo Fernández (LD) al ( Barça Atletic)
- Henrik Kahr (LI) al ( BM Maravillas Benalmádena)
- Pedro Blanco (PO) al ( BM Maravillas Benalmádena)
- Agustín Vidal (CE) (Retirado)
- Sean Corning (ED)
- Javier Ariño (CE)

### Cuerpo técnico
- Entrenador: Joaquín Soler
- Ayte Entrenador: Darío Mata
- 2º Entrenador: Curro Lucena
- Oficial: Álvaro Linares
- Oficial: Eva Cebrián
- Oficial: Juan Marcos Sánchez
- Médico: Alonso Cañizares
- Médico: Lourdes Meléndez